# 島原水まつり
島原水まつり（しまばらみずまつり）は、長崎県島原市で毎年夏季に開催されている祭り。1988年（昭和63年）に初開催され、2024年（令和6年）現在では島原市を代表する祭りのひとつである。島原水まつり実行委員会が主催している。

## 歴史

### 水まつりの創設

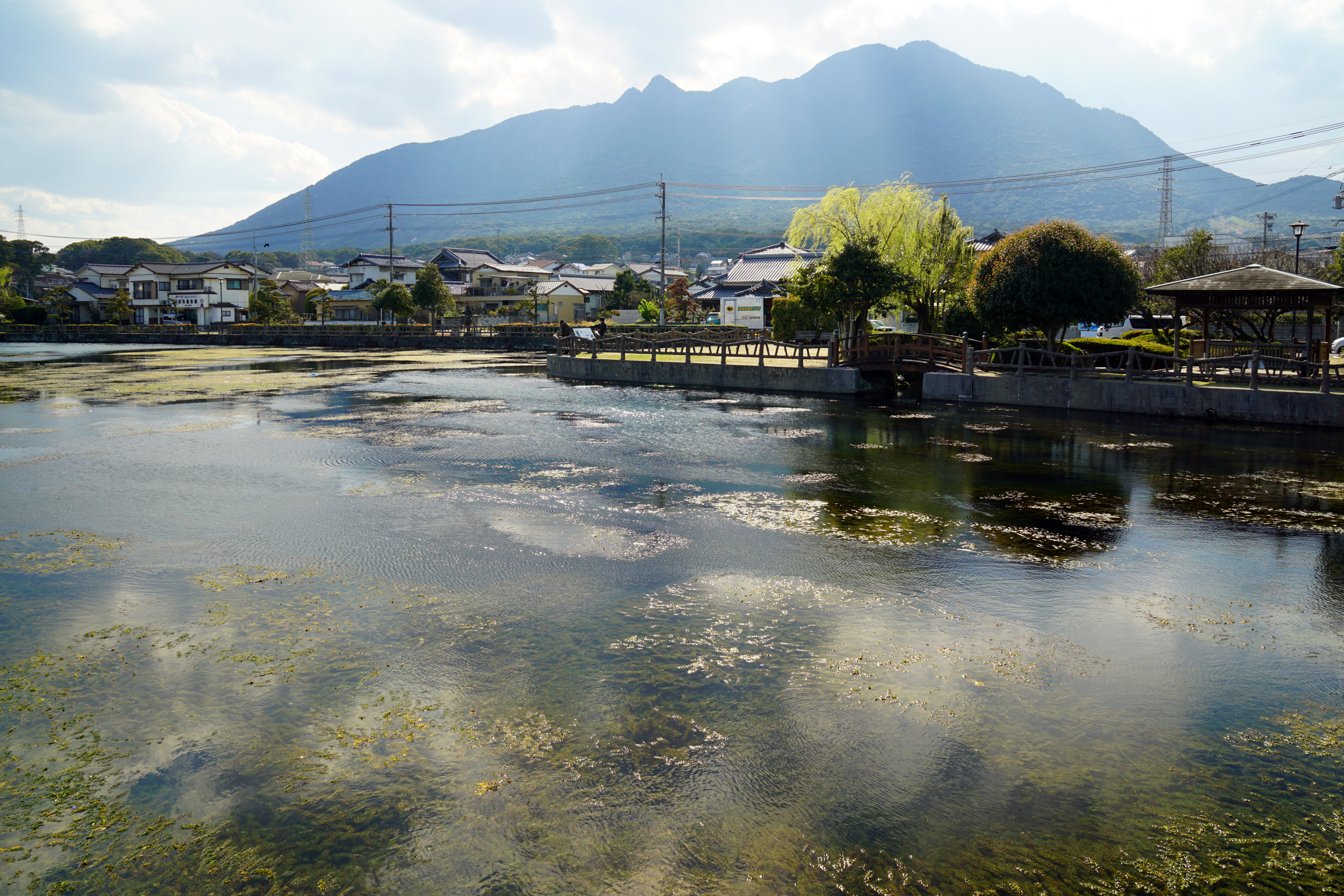
白土湖

寛政4年（1792年）に眉山の山体崩壊によって島原大変が起こった際、島原城下の土地が陥没して地下水が湧出（湧水）し、白土湖（しらちこ）が形成された。島原大変以後は島原城下の様々な場所50か所以上で地下水が湧出するようになり、島原は「水の都」と呼ばれるようになった。1日平均で4万6千トンが湧き出る豊かな水流があり、これらの水路は地域住民の定期的な清掃活動で保全され、鯉が放流されている。1985年（昭和60年）には環境庁によって島原湧水群が「名水百選」に選定されている。
島原湧水群の豊かな水の恵みへの感謝と、水と緑豊かなまちづくりへの希望を込めて、1988年（昭和63年）に第1回目が開催された。当初は「白土湖水まつり」と称した。島原ライオンズクラブが白土湖に噴水を寄贈したことが初開催の契機となっている。当時は「島原は水の都と言いながら、水に感謝する意味の、お祭りがない」という状況であり、島原を美しくする会の同志によって水まつりが創設された。
1988年（昭和63年）5月3日、のちに「五・三水害」と呼ばれる豪雨災害の影響を受け、「島原水まつり」は当初の日程から7月9日に延期となり、主会場を水害の影響で全面通行止めとなっていた湖水西側とした。不知火太鼓や地元中学生によるブラスバンド演奏、婦人会による「島原ハイヤくずし」が披露され、湖面に約1,000個の灯籠を流した（灯籠流し）。主催の「島原を美しくする会」有志は、まつりの成功を祈願して前夜から24時間の断食を決行し、灯籠をつくりながら島原のあるべき未来などについて語り合う会を開催、一般の参加者も歓迎された。「白土湖今昔写真展」もあわせて行われ、青年会議所を中心に一般に広く大正期から昭和初期までの湖畔周辺の風景を写した写真記録の提供を呼び掛けた。なお、島原市は1987年（昭和62年）に第1回目が開催されたとしている。

### 雲仙普賢岳噴火に伴う開催意図の変化
1991年（平成3年）6月3日には雲仙岳で火砕流が発生し、最終的に死者41人・行方不明者3人を出す甚大な火山災害となった。同年の水まつりは島原大変二百回忌として盛大に開催する予定だったが、7月20日に「島原水まつり 六・三普賢岳殉難者追悼の夕べ」として開催された。死者数と同じ41個の灯籠が白土湖に流され、護国寺で犠牲者の法要なども営まれた。この年にはもう「島原水まつり」という名称が用いられている。
翌年からは災害からの復興や犠牲者の鎮魂も開催趣旨に加えて水まつりが再開された。1992年（平成4年）7月18日の水まつりは5回目の水まつりであり、白土湖に約1200個の灯籠が流された。1994年（平成6年）7月16日の水まつりでは、白土湖に約1500個の灯籠が流された。同年が7回目の水まつりだった。
1995年（平成7年）5月13日の水まつりでは、白土湖に約1500個の灯籠が流され、その他には水鉄砲の製作体験や鯉の放流企画などが実施された。同年は8回目の水まつりだったが、7月に開催された過去の水まつりが悪天候続きだったことから、初めて5月に開催されている。

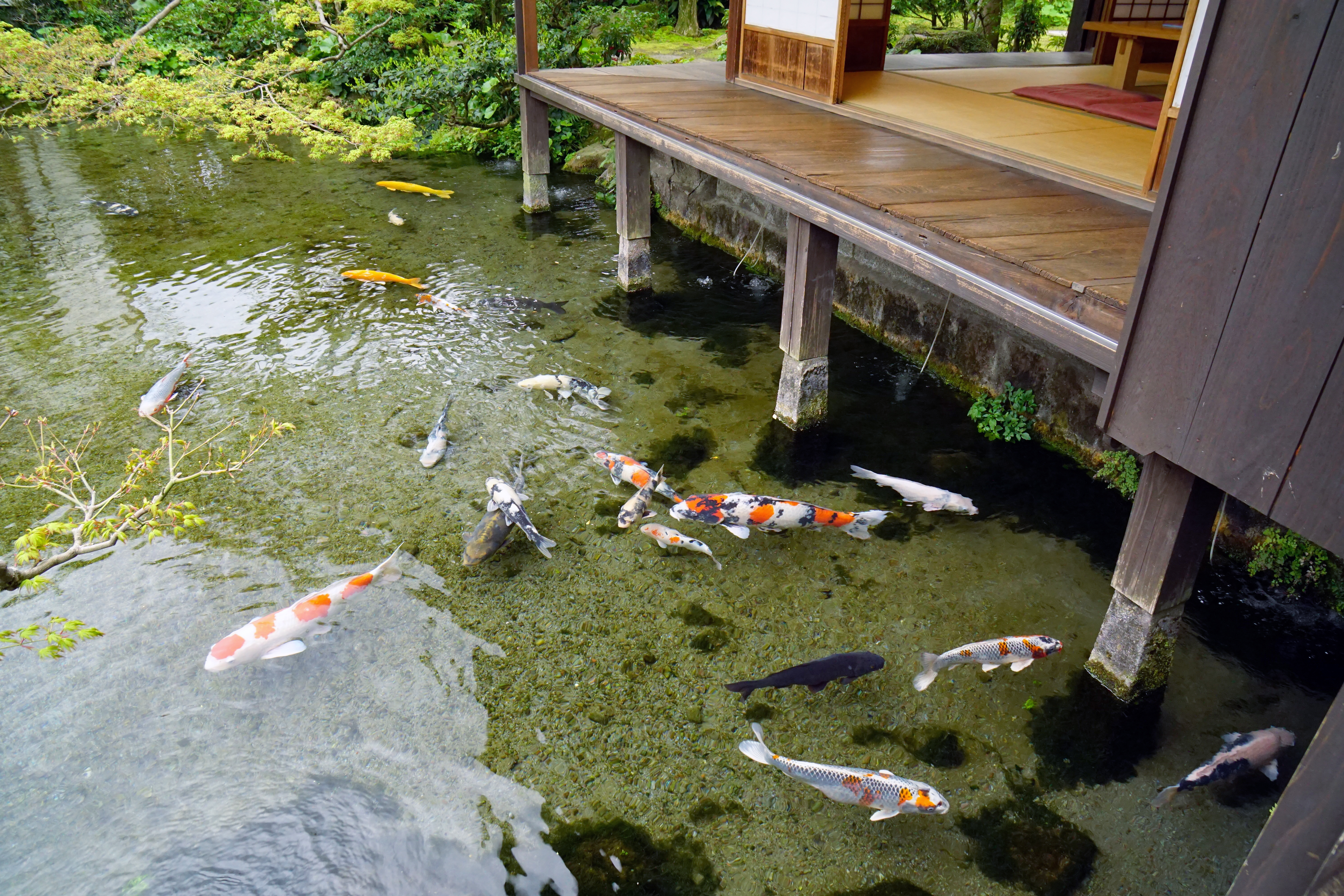
湧水庭園「四明荘」

水の恵みに感謝をささげる祭典として地元住民に親しまれ、時代に応じて変化を重ねつつ発展している。1995年度（平成7年度）、鯉の泳ぐまちと白土湖などの管理保全を公民共同で行ってきた取り組みを評価され、国土庁によって一帯が「水の郷百選」に選定された。
1999年（平成11年）の水まつりはお盆の帰省に合わせて8月13日に開催され、約1000個の灯籠流し、がまだす音頭やひょっとこ踊りなどが行われた。湧水の大切さや音無川の汚れを実感してもらうために、2000年（平成12年）8月5日に開催された第13回の水まつりは白土湖ではなく音無川を会場とした。

### 住民参加型のまつりへ
2004年（平成16年）には「島原水まつり」会場を白土湖から武家屋敷街水路に移し、実行委員会主導のまつりから地域住民参加型のまつりへの軌道修正を行った。2006年（平成18年）1月1日には島原市が有明町を編入して市域が拡大したこともあり、水まつりの規模を拡大させてゲストにアンガールズを招いた。2005年（平成17年）までは武家屋敷街水路を主会場としていたが、新たに島原文化会館を加えて2拠点を主会場として開催した。
2020年（令和2年）は、新型コロナウイルス感染症の流行を受けて開催を中止。2021年（令和3年）の2年ぶり開催では、ステージ発表を取りやめるなど規模縮小しながらも再開し、浴衣姿でまつりを楽しむ様子の写真をインスタグラムに投稿するコンテストなどを開催した。
2022年（令和4年）の第35回には、従来の「水に感謝」「水を育む」という2つのコンセプトに新たに「水と光の彩演」を付け加え、世情がいかなるものであっても「彩がある楽しい時間を演出」したいという実行委員会の想いが表現された。
第37回となった2024年（令和6年）は8月下旬に「名水サミット in しまばら」と日程をあわせて開催された。

## 運営体制
第19回までは「島原を美しくする会」が主催していたが、第20回より島原青年会議所や島原商工会議所青年部で構成された「島原水まつり実行委員会」が主催している。

## 開催概要

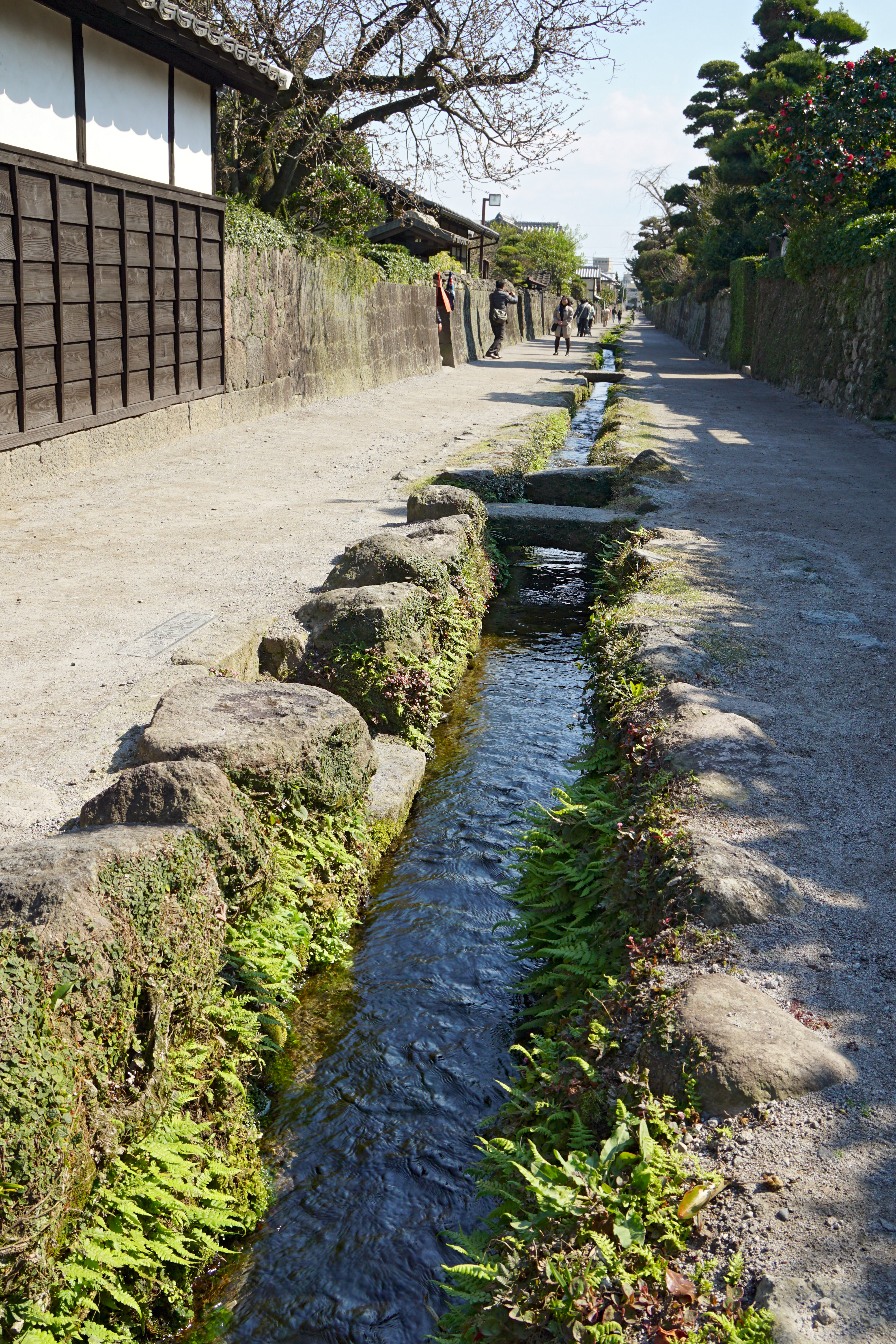
武家屋敷沿いの水路

白土湖周辺、武家屋敷街水路、中央公園、湧水庭園「四明荘」、観光交流センター「清流亭」など「鯉の泳ぐまち」一帯で開催し、水にまつわる様々なイベントを実施するほか、島原湧水群を数百から数千個の竹灯篭でライトアップする。
目玉の展示は番傘で製作されるオブジェである。2021年（令和3年）には約110本の番傘を組み合わせて、高さ約6メートル、幅約7メートルのオブジェを制作した。また、島原の伝統行事に用いられる精霊船や切子灯篭、それまでの水まつりを振り返るパネル展示などが行われる。
2024年 第37回
- 開催日 - 2024年8月24日（土）、8月25日（日）
- 開催場所 - 白土湖、万町商店街、島原一番街商店街
- 企画 -ダンボールイカダレース、鎮魂祭、土曜夜市

## アクセス
- 島原鉄道「島原駅」下車
- 九商フェリーまたは熊本フェリー「島原港」下船
- 長崎自動車道諫早ICから国道251号線（車で約60分）